# Каткарт (Вашингтон)
Каткарт (англ. Cathcart) — переписна місцевість (CDP) в США, в окрузі Сногоміш штату Вашингтон. Населення — 2647 осіб (2020).

## Географія
Каткарт розташований за координатами 47°51′9″ пн. ш. 122°6′21″ зх. д. / 47.85250° пн. ш. 122.10583° зх. д. (47.852603, -122.105802).  За даними Бюро перепису населення США в 2010 році переписна місцевість мала площу 10,00 км², уся площа — суходіл.

## Демографія
Згідно з переписом 2010 року, у переписній місцевості мешкало 2458 осіб у 899 домогосподарствах у складі 704 родин. Густота населення становила 246 осіб/км².  Було 949 помешкань (95/км²).
Расовий склад населення:
| - 95,1 % — білих - 1,4 % — азіатів - 0,4 % — чорних або афроамериканців - 0,3 % — корінних американців - 0,1 % — вихідців з тихоокеанських островів |

До двох чи більше рас належало 2,2 %. Частка іспаномовних становила 3,8 % від усіх жителів.
За віковим діапазоном населення розподілялося таким чином: 22,7 % — особи молодші 18 років, 66,4 % — особи у віці 18—64 років, 10,9 % — особи у віці 65 років та старші. Медіана віку мешканця становила 44,2 року. На 100 осіб жіночої статі у переписній місцевості припадало 99,4 чоловіків;  на 100 жінок у віці від 18 років та старших — 100,5 чоловіків також старших 18 років.
Середній дохід на одне домашнє господарство  становив 104 166 доларів США (медіана — 82 222), а середній дохід на одну сім'ю — 113 372 долари (медіана — 105 962). За межею бідності перебувало 8,2 % осіб, у тому числі 16,5 % дітей у віці до 18 років та 0,0 % осіб у віці 65 років та старших.
Цивільне працевлаштоване населення становило 1403 особи. Основні галузі зайнятості: освіта, охорона здоров'я та соціальна допомога — 28,0 %, виробництво — 21,2 %, роздрібна торгівля — 10,3 %, будівництво — 8,1 %.